# Peter Kemp
Peter Kemp (ur. 8 kwietnia 1877 w Galashiels, zm. 9 czerwca 1965 w Northampton) – brytyjski olimpijczyk, pływak. Uczestnik Letnich Igrzysk Olimpijskich 1900 w Paryżu, gdzie zdobył złoty medal w piłce wodnej oraz brązowy medal w pływaniu na 200 metrów z przeszkodami.